# Division No 15 (Manitoba)
Pour les articles homonymes, voir Division No 15.
La division No 15 est une des divisions de recensement du Manitoba (Canada).

## Liste des municipalités

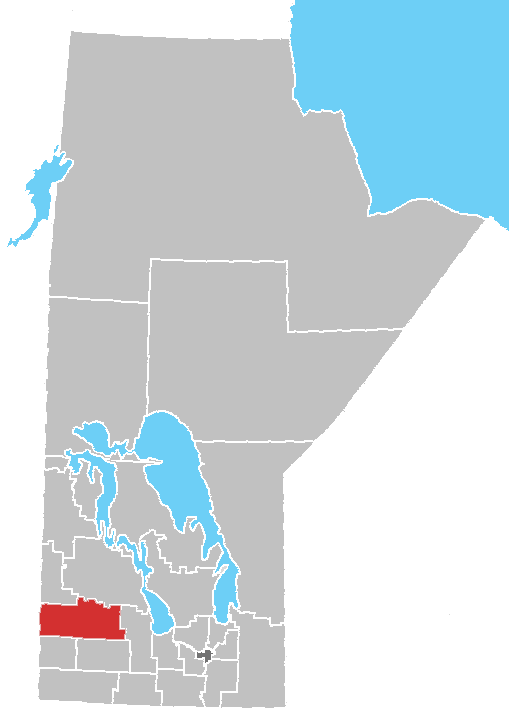
Localisation de la Division No 15

Municipalité rurale
- Archie
- Birtle
- Blanshard
- Clanwilliam
- Ellice
- Hamiota
- Harrison
- Langford (en)
- Miniota
- Minto (en)
- Odanah (en)
- Park
- Rosedale
- Saskatchewan
- Shoal Lake
- Strathclair

Ville (Town)
- Birtle
- Erickson
- Hamiota
- Minnedosa
- Neepawa
- Rapid City

Village
- Saint-Lazare

Réserve indienne
- Birdtail Creek 57 (en)
- Gambler 63 (Partie)
- Rolling River 67 (en)
- Rolling River 67B (en)
- Keeseekoowenin 61 (en)